# Enicospilus dnopherus
Enicospilus dnopherus là một loài tò vò trong họ Ichneumonidae.